# É̱
É̱ (minuscule : é̱), appelé E accent aigu macron souscrit, est une lettre latine utilisée dans l’écriture du cabécar, du kiowa et de l’otomi de San Jerónimo Acazulco.
Cette page contient des caractères spéciaux ou non latins. S’ils s’affichent mal (▯, ?, etc.), consultez la page d’aide Unicode.

## Utilisation
En kiowa écrit avec l’orthographe McKenzie ou SIL, le ‹ É̱, é̱ › représente le même son que la lettre E, le macron souscrit indiquant la nasalisation et l’accent aigu indiquant le ton haut.

## Représentations informatiques
Le E accent aigu macron souscrit peut être représenté avec les caractères Unicode suivants : 
- composé et normalisé NFC (supplément latin-1, diacritiques) :

| formes    | représentations | chaînes de caractères | points de code | descriptions                                                      |
| --------- | --------------- | --------------------- | -------------- | ----------------------------------------------------------------- |
| capitale  | É̱               | É◌̱                    | U+00C9 U+0331  | lettre majuscule latine e accent aigu diacritique macron souscrit |
| minuscule | é̱               | é◌̱                    | U+00E9 U+0331  | lettre minuscule latine e accent aigu diacritique macron souscrit |

- décomposé et normalisé NFD (latin de base, diacritiques) :

| formes    | représentations | chaînes de caractères | points de code       | descriptions                                                                  |
| --------- | --------------- | --------------------- | -------------------- | ----------------------------------------------------------------------------- |
| capitale  | É̱               | E◌̱◌́                   | U+0045 U+0331 U+0301 | lettre majuscule latine e diacritique macron souscrit diacritique accent aigu |
| minuscule | é̱               | e◌̱◌́                   | U+0065 U+0331 U+0301 | lettre minuscule latine e diacritique macron souscrit diacritique accent aigu |